# 星ノ音サンクチュアリ
『星ノ音サンクチュアリ』（ほしのねサンクチュアリ）は、2013年8月30日にま〜まれぇどより発売されたPC用18禁恋愛アドベンチャーゲームである。

## ストーリー
対ハイテク犯罪の専門家を育成する銀星学園に通う男子学生・葛城 真人は落第寸前だった。
異なる学年・クラスの生徒たちとチームを組む“特別試験”｢フラッグス｣を受けることになった彼だったが、メンバーは実妹である璃杏、幼馴染である神領寺姫翠、璃杏の同級生である小松原夜美と、真人を不安にさせるほど個性派だった。
そこへ真人のライバルを自称する美少女、瀬里奈・マルグリッド・オクタヴィアスが乱入してきて、彼の日常は波瀾を極めるものとなった。

## 登場人物

### 主人公
葛城 真人（かつらぎ まさと）
銀星学園の男子学生。学業は優秀で学年首位を維持している。頭脳戦が得意でクラスの司令塔的存在。ADは第一世代である｡
学園生でアルマ値も高いがADは使えない。クリスから再三に渡り再検査を受けるように言われている。
ADが使えないということにしているが、実は「『クロノス』を使う事が出来るが経緯がかなり複雑で世間に知られたら悪用されかねないので使えない」という事にしている。この事を知っているのは学園長と響と璃杏のみである。複雑と言っても文章にしたら『幼い頃の事故で響より左眼の移植を行ったから』という短文ではある｡

### メインキャラクター
神領寺 姫翠（しんりょうじ ひすい）
声 - 波奈束風景
身長：165cm、スリーサイズ：B83 / W58/ H86、誕生日：4月8日、血液型：A型
学園長の孫娘にして、真人の幼馴染。頭がよく、何事もきちんとこなすが、他人と距離を置きがちである。心が落ち着くからという理由で、夜空を眺めるのが好き。
学業は真人に次いで2位、実技では瀬里奈に次ぐ2位、整備ではクリスに次ぐ2位となっている。
ADは『雪姫(ゆきひめ)』。彼女が斬ると思ったものはなんでも斬れる(逆に言えば斬ろうと思わなければ全て峰打ちとなる)。
瀬里奈・マルグリッド・オクタヴィアス（せりな・マルグリッド・オクタヴィアス）
声 - 御苑生メイ
身長：161cm、スリーサイズ：B89 / W56/ H85、誕生日：2月17日、血液型：B型
真人のライバルを自称する令嬢。強気だが間が抜けているため、真人にマルちゃんと呼ばれる。天然なのか真人にやり込められることが多い。実技は1位である｡
ADは『テンペスト』。遠距離射撃型で威力もある。威力が高いため加減する事が苦手。近距離でも威力を維持したまま撃とうとするためある意味で危険。
小松原 夜美（こまつばら よみ）
声 - 上原あおい
身長：152cm、スリーサイズ：B72 / W53/ H75、誕生日：10月7日、血液型：A型
璃杏の同級生で、真人の後輩。友人を作りたいと思っているが、毒舌を吐いてしまう故になかなか友人ができずに困っている。しかも、毒舌をはいた後落ち込んでしまう。
ADは『グレイファントム』。姿を消すことができる(厳密に言えば『メタマテリアルの膜を形成し、周りの景色を映す』事によりステルス効果を発揮している)。
葛城 璃杏（かつらぎ りあ）
声 - 江留賀未央
身長：148cm、スリーサイズ：B83 / W55/ H82、誕生日：12月8日、血液型：O型
真人の実妹で、セクハラ同然のスキンシップをしてくるほどのブラコン。
ADは『タイタニア』。絶対防御と言われるほどの防御力を誇るがアルマ値が低いためそこまで連発は出来ない。

### 生徒
クリス・クロフォード
声 - 守田羽糸
身長：158cm、誕生日：11月17日、血液型：AB型
真人の同級生にして親友。機械マニアで、機械のこととなると普段のおとなしさから一変して明るくなる。その一方で、友達思いな一面もある。設備は1位である｡
同級生である瀬里奈からは下僕にしようかと目をつけられている。
生徒A
AD｢オクトパス｣を所有している生徒｡吸盤でどこでも貼り付けられるから､油断してたら真上にいたなんて事になりかねない｡
生徒B
AD｢ザンダーサンダー｣を所有している生徒｡空気中のチリを擦り合わせて静電気を発生させ､それを集めて雷として使用する｡

### 学園関係者
兵藤 響（ひょうどう ひびき）
声 - かわしまりの
身長：168cm、スリーサイズ：B94 / W60/ H90、誕生日：12月16日、血液型：O型
葛城兄妹の従姉で、兄妹の保護者。隻眼。現在は真人のクラスの担任である。
元スレイプニルでADは『クロノス』。驚異的な速度を発揮するADで目の当たりにした者は口を揃えて「何が起こったのかわからない」と言う。
神領寺 虎次郎（しんりょうじ とらじろう）
声 - 髭内悪太
身長：188cm、誕生日：8月14日、血液型：A型
銀星学園創設者にして理事長で、姫翠の祖父。おおらかな性格ながら、学園の教育方針を「適者生存」にするなど、厳しい一面を持つ。
孫娘には甘く、孫バカをさく裂させるが、当の孫娘からはかわされやすい。
第一世代でADは『グングニル』。

### その他
強盗犯
AD倉庫襲撃事件の犯人の1人｡その時に､ADの近接戦用｢アイスマン｣を盗んでいる｡
空気中にある水分を集めて凍らせるのが原理で､短時間で対象を凍らせたり､氷の礫を飛ばして攻撃できるAD｡

## AD関係
作中世界で25年前に生まれた、螺旋型球状ナノマシン。指紋や網膜と同じく、その個人のみ限定の力になっている。ある時期に発見されたもので、起動するとその人に合わせた固有の能力となる。第一世代と第二世代があり、第一世代のものは体内埋め込み式で（肉体強化に主眼が置かれている）、第二世代のものは外部式である。
- 第一世代 - 葛城真人、神領寺虎次郎、兵藤響（不明）
- 第二世代 - 葛城璃杏、神領寺姫翠、瀬里奈・マルグリッド・オクタヴィアス、小松原夜美、等

3AD（トライアッド）
AD（アルマドライブ）、AD（アシスタントデバイス）、AD（アームドドレス）の3つを合わせた名称｡
アルマ値
この値が高いほどADをより長く使える模様。感情に左右されるのか、特定のルートでは特定の状況で弱くなったり、強くなったりする｡
組み合わせ技
ADを組み合わせた技。例として、グレイファントム、雪姫、タイタニアと組み合わせると鏡面効果を持たせることもできる（グレイファントムのメタマテリアル膜を雪姫で切り裂き、タイタニアの壁に貼り付ける）。

## スレイプニル
スレイプニル
AD用特殊警察組織｡銀星学園は｢一騎当千｣と呼ばれるスレイプニルの隊員を養成するために作られた学園である｡
学園を卒業できるのが3割でスレイプニルに入隊できるのは､1割も満たない｡
元スレイプニルの兵藤響は､隊員の中では特別な存在だった｡
八脚馬のエンブレム
スレイプニルの象微の証である印｡
AD専用拘束具
スレイプニルが使用している拘束具｡
スレイプニル専用通信機
スレイプニルが使用している専用通信機。全体回線の周波数は1167、チーム専用回線は2238。
超短波回線を使用し、複数の暗号化技術によって盗聴や電波妨害を事実上不可能な通信機。唯一の欠点は、堅牢性重視のため、操作性に難があるが指を滑らすように押すとやりやすい。

## 用語
メタマテリアル

特別試験｢フラッグス｣
特別試験用のルールを使用して行うADを使用した実践形式の旗取り合戦｡4対4で行い､計3本勝負で先に2本先取した方が勝利｡1戦毎に障害物や旗の位置が変わり､それが試合開始10分前に告知される｡もし怪我をした場合でもそのまま試合続行というルールも付加されている｡ステージは廃墟､森､渓流などの計12ステージがある｡
銀星学園の全ての学園生が対象で､基本的に四人一組をチームとする｡整備科の者に対しては規定がない｡ただし、試験の優秀チームのメカニックには相応の内申点が加算される｡
結果によって退学させられる｡
オクタヴィアス社
オクタヴィアス社系列の製薬会社が作った胃薬や､記憶を制御する機械など製品を製作中である｡

## スタッフ
- キャラクターデザイン・原画 - 鳴瀬ひろふみ
- シナリオ - 吉川芳佳、北川晴
- ディレクター - 武内よしみ
- CGチーフ - ばんろっほ
- ムービー制作 - 神月社、えん
- 音楽 - solfa

## 主題歌
オープニングテーマ「brand new day」
作詞 - 天ヶ咲麗 / 作曲・編曲 - 橋咲透 / 歌 - solfa feat.Ceui
瀬里奈 エンディングテーマ「スターライン」
作詞 - 天ヶ咲麗 / 作曲・編曲 - iyuna / 歌 - solfa feat.Duca
姫翠 エンディングテーマ「I'm here」
作詞 - 天ヶ咲麗 / 作曲・編曲 - iyuna / 歌 - solfa feat.茶太
夜美 エンディングテーマ「Labyrinth」
作詞 - 天ヶ咲麗 / 作曲・編曲 - 伊吹ユキヒロ / 歌 - solfa feat.iyuna
璃杏 エンディングテーマ「ラブコン!!」
作詞・作曲・編曲 - こはるん / 歌 - solfa feat.小春めう

## 関連商品
音楽CD
- 「星ノ音サンクチュアリ キャラクター＆サウンドアルバム」（solfa/marble sky records、2013年8月30日[2]） LSRC-020